# 8-ма повітряна армія (США)

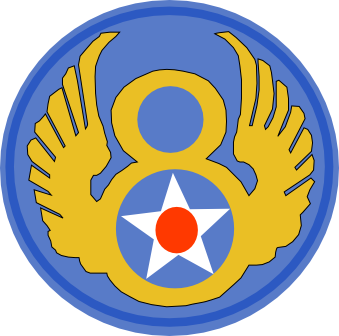
Емблема 8-ї повітряної армії ВПС армії США часів Другої світової війни

8-ма повітряна армія (США) (англ. Eighth Air Force) — повітряна армія в складі ПС США.